# 읍참마속

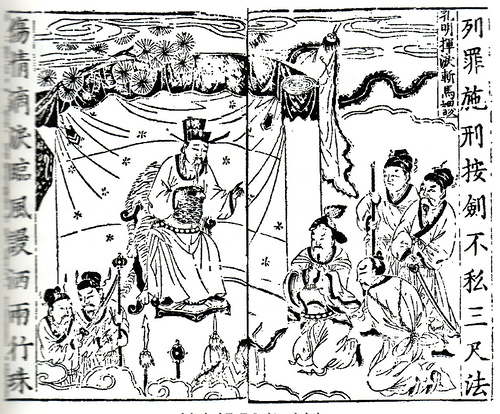
제갈량휘루참마속(孔明揮涙斬馬謖)

읍참마속(泣斬馬謖 ‘울며 마속을 베다’) 또는 휘루참마속(揮淚斬馬謖)은 중국 삼국시대에 촉의 제갈량이 평소 중용했던 부하인 마속이 명을 어기고 위에 대패(大敗)한 것을 두고 울며 참형에 처했다는 (또는 울며 참형을 명했다는) 〈촉지〉 마속전(馬謖傳)의 고사(故事)로부터 유래한 성어로, 규율을 지키기 위해 설령 아끼는 이라 할지라도 위반자는 엄격하게 처분해야 한다는 의미를 가진다.

## 성어의 경위
촉의 무장인 마속이 가정 전투에서 제갈량의 지시를 따르지 않고 패전을 초래했다. 제갈량은 가정 전투에서의 대패로 인해 한중으로 물러날 수밖에 없었고 이막(李邈)이 마속의 구명을 청했음에도 하옥했다가 죽였다. 나이 39세였다. 마속은 아버지와 아들처럼 지내던 제갈량에게 자식을 부탁한다는 유서를 남겼다. 제갈량은 우는 장병들 앞에서 같이 눈물을 흘리며 친히 제사 지내고 그 자식을 돌보아 주었다. 참수했다는 서술은 없지만 성어는 이러한 고사에서 유래했으며 제갈량휘루참마속(諸葛亮揮淚斬馬謖)이라고도 한다.
처형 후에 장완은 마속과 같이 유능한 장수를 처형한 것을 아쉽게 여겼으나, 제갈량은 ‘군율(軍律)의 준수가 최우선’이라고 답하였다.

## 〈정사〉와 《연의》의 차이
이 고사에 관한 기술은 〈정사〉와 그것을 기반으로 한 소설 《삼국지연의》에서 약간의 차이가 나타난다.
〈정사〉에서는 ‘제갈량은 그(=마속)를 위해 눈물을 흘렸다’고 기록되어 있다. 즉 군율을 지키기 위해 애제자를 처형하게 되었으며, 그를 생각해 제갈량은 눈물을 흘렸다고 되어 있다.
그러나 《연의》에서는 눈물을 흘리는 이유를 묻는 장완에게 제갈량은 ‘마속을 위해 운 것이 아니’라고 답하였다. 제갈량은 유비로부터 ‘마속을 중용해서는 안된다’는 충고가 있었음에도 불구하고 그것을 수행하지 않은 자신의 불찰을 한탄하여 운 것으로 되어 있다.

## 현대에서의 의미
현대 대한민국에서는 대체로 〈정사〉의 고사에 해당되는 의미로 사용되고 있다. 그러나 읍(泣) 없이 참(斬)만 있을 뿐인 ‘토사구팽’(兎死狗烹)과 혼동되는 경우가 종종 있으며, 규율과 원칙을 지키기 위한 본래의 함의가 경시되는 용례도 있다.